# Мемориальный музей войны против США для поддержания корейского народа
Мемориальный музей войны против США для поддержания корейского народа (кит. упр. 抗美援朝纪念馆) — расположенный в Даньдунском районе Чжэньсин (провинция Ляонин, КНР) музей, посвящённый участию китайских народных добровольцев в Корейской войне 1950—1953 годов.
Здание музея было построено в 1958 году, до этого в 1953-1958 годах экспонаты размещались в Краеведческом музее провинции Ляодун. В музее имеется 9 залов, в которых демонстрируются связанные с войной карты, планы, диорамы, оружие, фотографии, а также скульптуры корейских и китайских солдат. В одном из залов воссозданы траншеи, в другом имеется вращающаяся панорама, воспроизводящая сцены борьбы корейских и китайских солдат против американских агрессоров.
За музеем на горе Хуайюньшань находится братская могила, в которой покоятся останки более десяти тысяч китайских солдат, павших во время Корейской войны.